# Receptores do tipo Toll

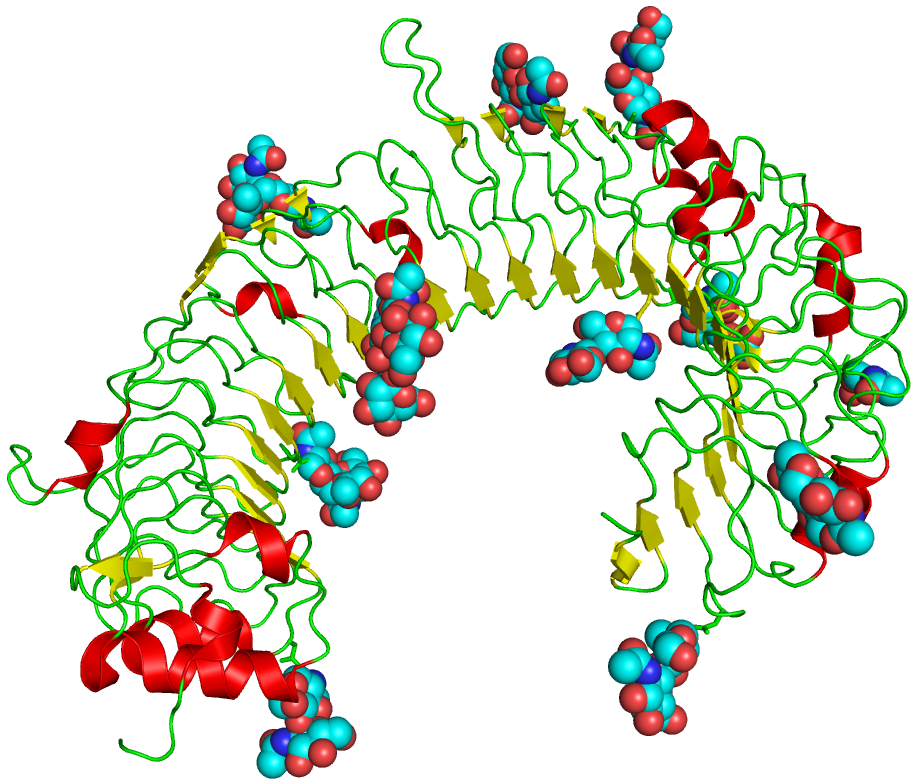

Os receptores do tipo Toll (TLR: toll-like receptors) são uma família de proteínas transmembrânicas de tipo I que formam uma parte do sistema imunológico inato. Nos vertebrados também possibilitam a adaptação do sistema imune. Descoberto inicialmente da mosca-da-fruta (Drosophila melanogaster), são os responsáveis do reconhecimento de várias vias de padrões de reconhecimento de patógenos (PAMPs pathogen-associated molecular patterns) expressados por um amplo espectro de agentes infecciosos. Monócitos, macrófagos e neutrófilos fagocitam patógenos microbianos e estimulam a resposta de citocinas dando como resultado o desenvolvimento da imunidade inata ou natural, a resposta inflamatória e medeiam a efetiva imunidade adaptativa. Sua função, em resumo, é o reconhecimento do patógeno e a estimulação da resposta imunológica contra agentes patológicos.
Também tem sido encontrado em plantas, tendo uma origem evolutiva muito antiga; depois das defensinas, podem ser o componente do sistema imune mais antigo.
Os distintos TLR exibem vários padrões de expressão. Muitos deles se crê que atuem como homodímeros, ainda que heterodímeros também existem. As proteínas TLR tem uma significativa homologia com o receptor IL-1 tipo I. Até hoje cerca de doze TLR foram sido encontrados em humanos e em camundongos. Estudos com vários TLRs demonstram que ativam a via de NF-kB, que regulam a expressão de citocinas, através de várias moléculas incluindo o MyD88, TIRAP/Mai e TRF. A ativação da via do NF-kB conduz a iniciação da resposta adaptativa imune pela produção de citocinas inflamatórias tais como a IL-1, IL-8, fator de necrose tumoral-alfa, IL-12, e a indução de moléculas de co-estimulação, tais como a CD80, CD86 e CD40.
Diferentes antígenos são reconhecidos por diferentes TLRs:
-TLR1: lipopeptídeos bacteriano
-TLR2: peptídeoglicanos
-TLR3: dsRNA (RNA dupla fita)
-TLR4: lipopolissacarídeos; ácidos lipoteicóico
-TLR5: flagelo bacteriano
-TLR6: diacil-lipopeptídeos;  
-TLR7: ssRNA (RNA simples fita, regiões ricas em uracila)
-TLR8 ssRNA  (RNA simples fita, regiões ricas em guanina)
-TLR9: CpG DNA